# Scène rock de Détroit

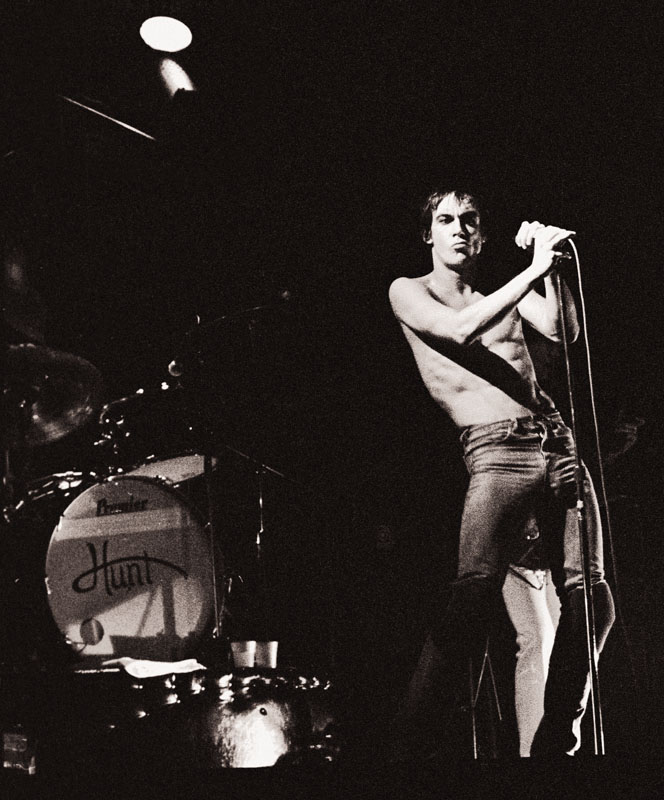
Iggy Pop le 25 octobre 1977 ; au en, à Minneapolis, dans le Minnesota.

Cet article traite de différents aspects culturels et historiques de la scène rock de Détroit, dans l'État du Michigan, aux États-Unis. La ville de Détroit est une cité portuaire importante dans la région des Grands Lacs au Nord des États-Unis. Dans les années 1960, elle est connue pour son industrie automobile florissante, qui lui vaut les surnoms de « Motor City » ou « Mo-town ». À cette époque, la localité est également célèbre pour sa production de soul music, principalement représentée par le label Motown, qui donne également à la ville le surnom de « Hitsville U.S.A. ».
Mais à la fin de la décennie, la ville de Détroit, avec sa voisine estudiantine Ann Arbor, fait aussi parler d'elle pour sa scène rock, dont les principaux représentants sont les Stooges, MC5, et Alice Cooper. « C'est de cette ville qu'émergea le rock le plus radical, le plus dur des sixties ». Si tous ces groupes évoluent dans des styles différents (garage rock, blues rock, rock psychédélique, hard rock, protopunk…), ils ont en commun de pratiquer une musique énergique, bruyante, voire agressive. « L'importance du rock de Détroit réside dans le fait qu'il a influencé aussi bien le metal que le punk. On a rarement fait aussi sauvage ».

## Histoire

### Origines

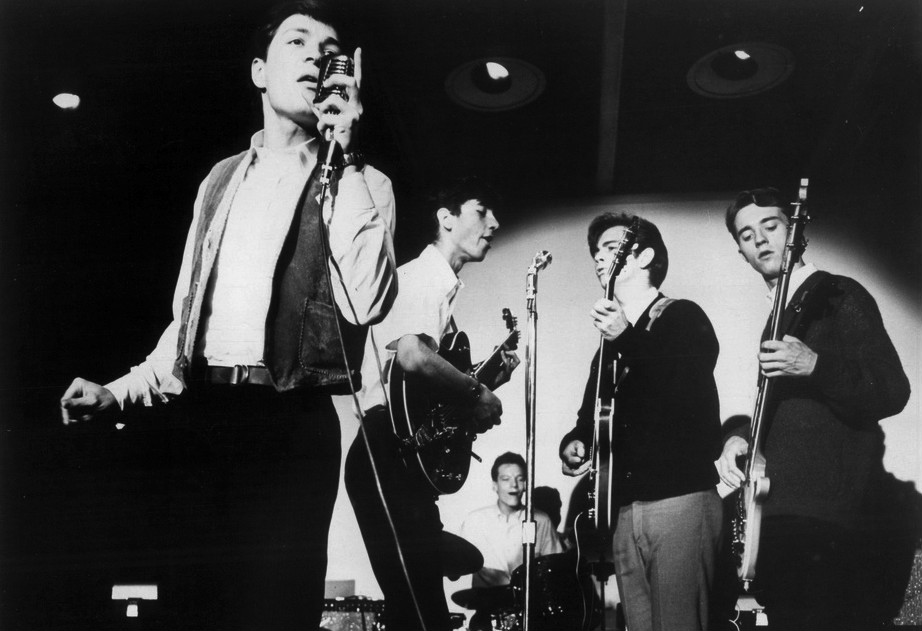
Mitch Ryder and the Detroit Wheels en 1966

À la fin des années 1950, le rock 'n' roll de Détroit est surtout représentée par Hank Ballard (l'inventeur du Twist) et par Jack Scott. Vers 1964, de nouveaux clubs accueillent la jeunesse dans la banlieue comme le Hideout près de la 8 Mile Road, ou le Fifth Dimension à Ann Arbor. S'y produisent des groupes de garage rock tels que The Underdogs, The Fugitives, The Unrelated Segments, Terry Knight and the Pack, ASTIGAFA (dans lequel officie le jeune Marshall Crenshaw), The Lourds (avec Ted Nugent), The Pleasure Seekers (avec Suzi Quatro), Four of Us and the Mushrooms (avec Glenn Frey) et Sky (avec Doug Fieger).
En 1965, Mitch Ryder & the Detroit Wheels, groupe dans lequel on trouve aussi Jim McCarty, obtient un tube national avec le titre Jenny Take A Ride!, un medley de Jenny Jenny de Little Richard avec C.C. Rider de Chuck Willis. La chanson se classe à la 10e place des charts américains. Il renouvelleront l'exploit l'année suivante avec Devil With A Blue Dress On - Good Golly, Miss Molly (no 4) et Sock It To Me, Baby! (no 6). En 1966, ? and the Mysterians, groupe originaire de Bay City, au nord de Détroit, obtient un no 1 avec 96 Tears. En 1967, le groupe de blues rock The Woolies obtient un succès local avec une reprise de Who Do You Love? de Bo Diddley.

### 1967-1971: l'âge d'or

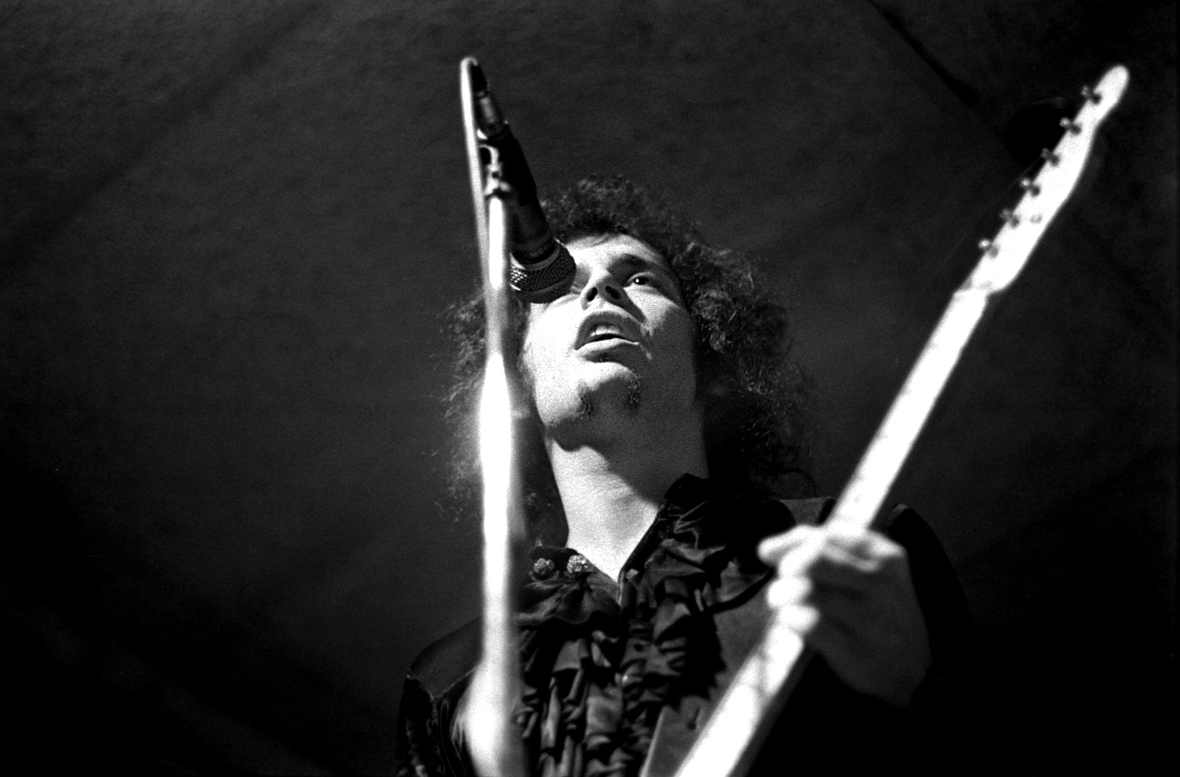
Wayne Kramer, le guitariste du MC5, en 1974

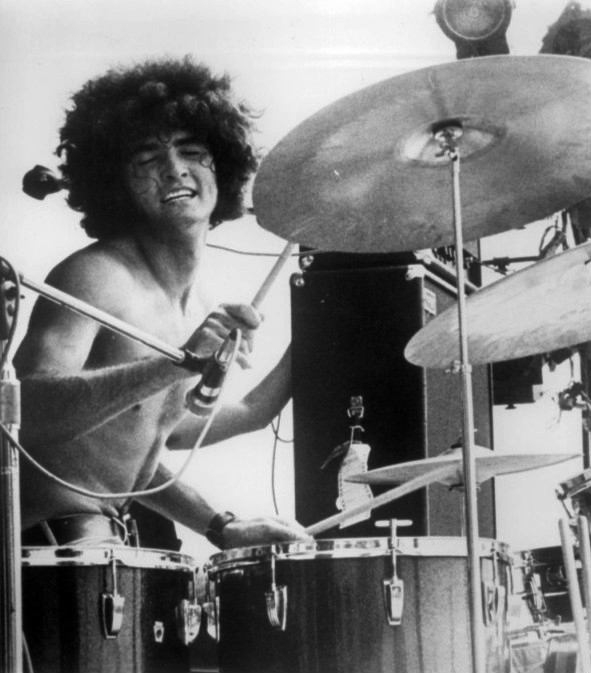
Don Brewer, batteur du Grand Funk Railroad en 1970

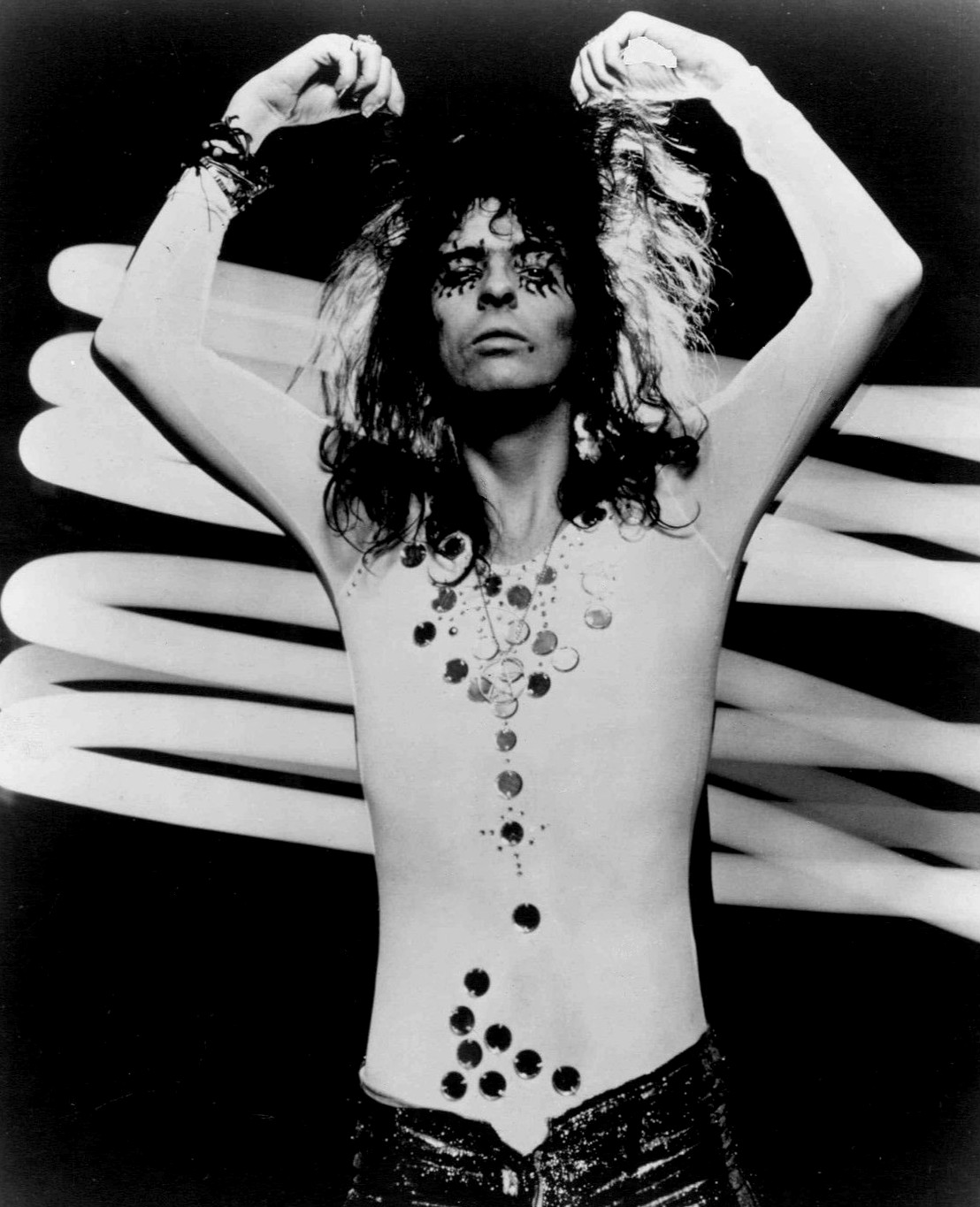
Alice Cooper en 1972

À la fin des années 1960 émergent les groupes les plus emblématiques de ce courant. Les émeutes qui éclatent en 1967, parmi les plus meurtrières et les plus destructrices de l'histoire des États-Unis, témoignent de l'atmosphère électrique qui règne dans l'agglomération à cette période.
Iggy Pop, qui a d'abord fait partie des Iguanas et des Prime Movers, fonde The Stooges en 1967 avec Ron et Scott Asheton, et Dave Alexander. Leur son est dur et n'est pas sans rappeler celui des garages de Détroit. 
Formé en 1964, le MC5 (« Motor City 5 ») commence lui aussi à se forger une réputation sulfureuse à partir de 1967. Son guitariste Wayne Kramer déclare : « On aurait dit que le son du MC5 portait l'estampille des usines automobiles ». 
Les deux groupes se côtoient. Ils fréquentent tous deux John Sinclair, qui est d'ailleurs le manager du MC5. Sinclair est un militant politique proche du mouvement anarchiste et leader du White Panther Party. Les deux groupes se produisent souvent à Détroit sur la scène du Grande Ballroom, qu'ils partagent avec SRC, The Rationals ou The Up. Selon Iggy, « Dans le Michigan, en ces temps là, il y avait un truc un peu similaire à ce qui a dû se passer dans le Tenessee dans les années 50 (...) Il y avait une émulation, un sentiment d’être au bon endroit, au bon moment. ».
C'est lors d'un concert commun qu'ils sont repérés tous deux par le producteur Danny Fields du label Elektra. Le MC5 enregistre son premier album en live au Grande Ballroom dans la nuit du 30 au 31 octobre 1968. Ces activistes révolutionnaires hurlent Kick Out the Jams, Motherfucker ! et Motor City Is Burning. En 1969, le premier album éponyme des Stooges est produit par John Cale, un ancien membre du Velvet Undergroud.
The Amboy Dukes, le nouveau groupe de Ted Nugent, débute à Chicago avant de revenir à Détroit. Ils se font connaître en 1968 avec leur second album Journey to the Center of the Mind et le morceau du même nom, qui se classe en 16e position du Billboard Hot 100. Leur musique est à la croisée du rock psychédélique et du hard rock en devenir.
Grand Funk Railroad, groupe originaire de Flint, au nord de Détroit, se forme en 1968. Contrairement aux Stooges ou MC5, groupes devenus cultes aujourd'hui, mais qui vendirent peu en leur temps, le Grand Funk Railroad rencontre un vrai succès commercial. Ils écoulent 25 millions d'exemplaires de leurs albums en proposant un « hard rock primaire, direct, aux contours rugueux ».
En 1969, Barry Kramer et Tony Reay créent Creem, magazine musical spécialisé dans le rock, où officie aussi Lester Bangs. Basé à Détroit jusqu'en 1988,  il rend compte, entre autres, de l'activité musicale de la ville. Les termes « punk rock » et « heavy metal » sont inventés dans ses pages.
En 1969, après l'échec de ses deux premiers albums, Alice Cooper, l'ambassadeur du shock rock au jeu de scène outrancier, décide de quitter Los Angeles pour revenir se ressourcer dans sa ville natale de Détroit, où la scène musicale lui semble plus accueillante pour le rock. Le groupe adopte alors un son entre heavy metal et glam rock. Il se fait remarquer au printemps 1970, lors d'un festival qui réunit MC5, les Stooges, Bob Seger, The Frost et les Amboy Dukes. Il rencontre le canadien Bob Ezrin qui produira les meilleurs albums du groupe.
En 1969, Jim McCarty, ancien musicien des Detroit Wheels de Micth Ryder, et Rusty Day, des Amboy Dukes, fondent le groupe de hard rock Cactus avec Tim Bogert et Carmine Appice de New York, deux anciens Vanilla Fudge.
En 1970, Mitch Ryder fonde Detroit, un groupe de hard rock avec Steve Hunter. Ils enregistrent un album produit par Bob Ezrin qui contient notamment une « furieuse » reprise de Rock 'n' Roll du Velvet Undergroud. L'écoute de ce morceau incitera Lou Reed à prendre Steve Hunter avec lui pour les albums Berlin et Rock 'n' Roll Animal.
Frijid Pink, qui oscille entre rock psychédélique et hard rock, se fait connaître en 1970 grâce à une reprise de The House of the Rising Sun qui se classe en 7e position des charts américains.

### Le déclin

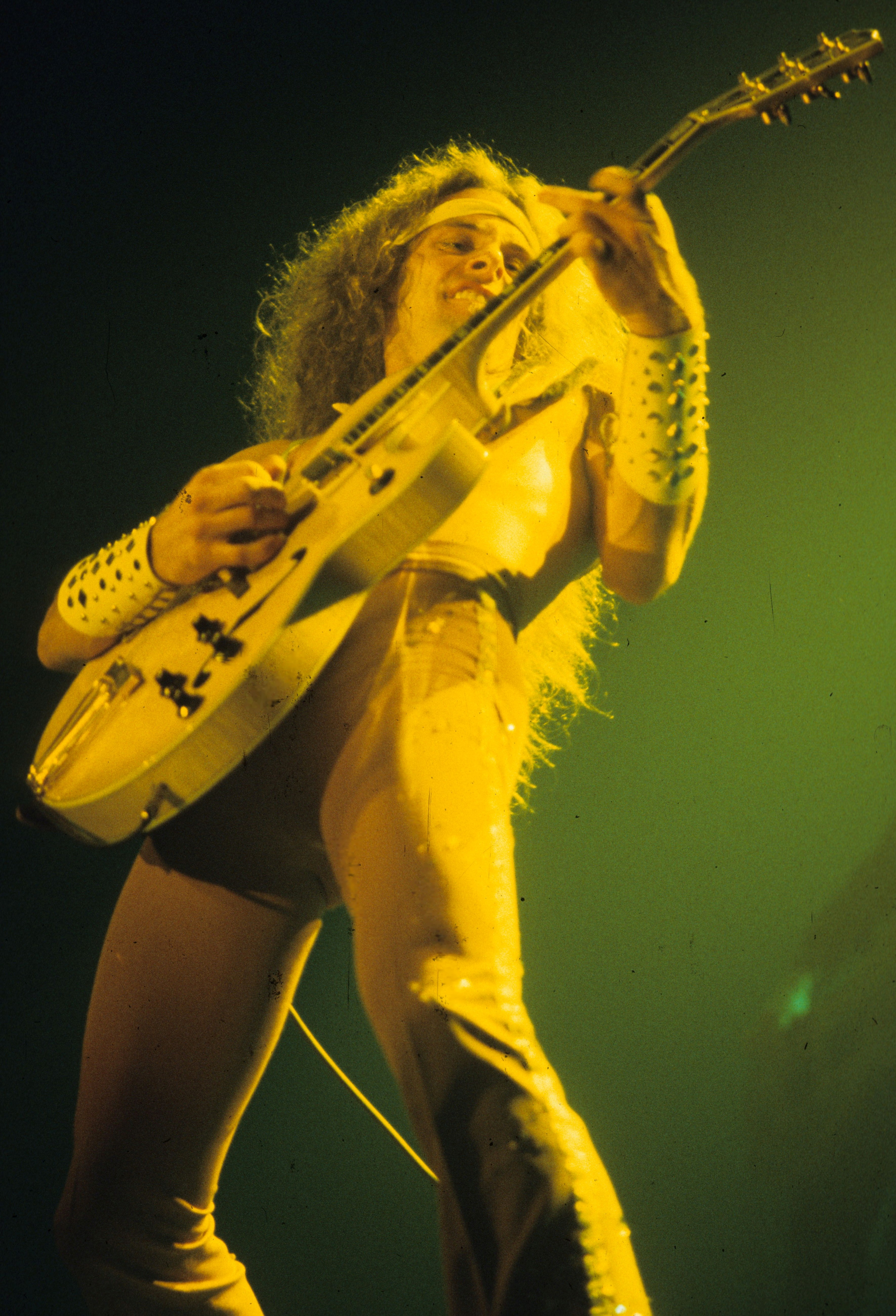
Ted Nugent

Pour Wayne Kramer : « En 72, 73 et 74, il n'y avait plus aucune scène musicale digne de ce nom à Détroit. C'était brutal. L'industrie automobile commençait à péricliter, donc il n'y avait plus de clubs ».
Les musiciens de Détroit, à la fin des années 1960 et début des années 1970, adoptent complètement le mode de vie « sex, drugs and rock 'n' roll ». Mais la forte consommation de drogues justement, aura raison de la plupart des groupes. Elle est à l'origine de la séparation des Stooges, et il faudra toute la persévérance d'un David Bowie pour repêcher Iggy Pop du gouffre où il est tombé. Le MC5 se dissout le 31 décembre 1972.
Ted Nugent quitte les Amboy Dukes en 1975 et entame une carrière solo de guitar hero hard rock.
Après la dissolution des Stooges et du MC5, leurs membres respectifs reforment de nouveaux groupes. Le Sonic's Rendezvous Band, formé en 1975 par Fred « Sonic » Smith du MC5, Scott Asheton des Stooges, Scott Morgan de The Rationals et Gary Rasmussen de The Up, « fait le joint entre le rock métal en fusion de Détroit à la fin des 60's et le crachat punk des 70's ». Destroy All Monsters réunit Ron Asheton et Michael Davis, ex MC5. The New Order se compose d'anciens membres de Stooges, de MC5 et des Amboy Dukes. New Race en 1981, compte dans ses membres Ron Asheton, Dennis Thompson (MC5) et trois australiens, ex Radio Birdman, Denis Tek, Rob Younger et Warwick Gilbert.

## Liste de groupes rock de Détroit
Cette liste, non exhaustive, répertorie des groupes ou musiciens originaires de Détroit et de ses environs en activité à la fin des années 1960 et au début des années 1970.

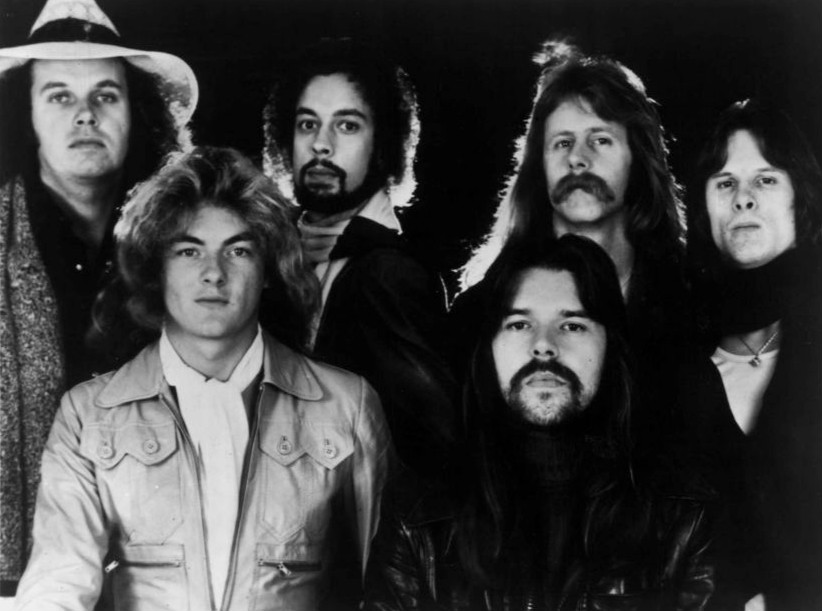
Bob Seger and the Silver Bullet Band en 1977

- Alice Cooper
- Brownsville Station
- The Amboy Dukes
- Death
- Detroit
- Frijid Pink
- The Frost
- Grand Funk Railroad
- Bryan Gregory
- Iggy Pop
- The Iguanas
- MC5
- The New Order
- Ted Nugent
- Rare Earth
- The Rationals
- Mitch Ryder & the Detroit Wheels
- Bob Seger
- Sonic's Rendezvous Band
- SRC (Scot Richard Case)
- The Stooges
- The Up